# Jacqui Cooper
Jacqui Cooper (Melbourne, 6 januari 1973) is een voormalig freestyleskiester uit Australië. Ze vertegenwoordigde haar vaderland op de Olympische Winterspelen 1994 in Lillehammer, de Olympische Winterspelen 1998 in Nagano, de Olympische Winterspelen 2002 in Salt Lake City, de Olympische Winterspelen 2006 in Turijn en de Olympische Winterspelen 2010 in Vancouver. 
Cooper is de eerste vrouw die voor Australië aan vijf verschillende Olympische Spelen deelnam, maar veel geluk had ze bij deze wedstrijden niet. Bij de kwalificatie van haar tweede Olympische Winterspelen in 1998 kwam ze ten val, waardoor ze een hersenschudding en een knieblessure opliep. Vier jaar later tijdens de Olympische Winterspelen in Salt Lake City liep ze een knieblessure en een gebroken been op twee dagen voor de olympische wedstrijden, waardoor ze 2,5 jaar lang niet meer kon deelnemen aan internationale wedstrijden. Bij de Olympische Winterspelen in 2006 mocht Cooper deelnemen aan de finale omdat ze een nieuw wereld record had gesprongen in de kwalificaties. Echter kwam ze bij beide finalesprongen ten val, waardoor ze opnieuw geen kans had op een olympische medaille. In het jaar voor de Olympische Winterspelen van 2010 liep Cooper een zware knieblessure en een gebroken heup op. Hierdoor heeft ze een langere tijd in een rolstoel gezeten en heeft ze weer moeten leren lopen. Echter lukte het haar die Olympische Spelen om haar beste olympische resultaat in haar carrière te behalen.
Tijdens en na haar topsportcarrière is Cooper betrokken bij verschillende sportcomités, waaronder het Australisch sport instituut (AIS), het Australisch olympisch comité (AOC), de Internationale ski federatie (FIS) en het Wereldantidopingagentschap (WADA). Verder is ze een motiverend spreker over onder andere vrouwen in de sport en drugs in de sport. Ook geeft ze les aan kinderen en tieners over een gezonde levensstijl met de juiste voeding, sporten en het niet roken en gebruiken van alcohol.

## Resultaten

### Olympische Winterspelen
| Jaar | Plaats         | Resultaten  |
| ---- | -------------- | ----------- |
| 1994 | Lillehammer    | 16e Aerials |
| 1998 | Nagano         | 23e Aerials |
| 2002 | Salt Lake City | DNS Aerials |
| 2006 | Turijn         | 8e Aerials  |
| 2010 | Vancouver      | 5e Aerials  |

### Wereldkampioenschappen
| Jaar | Plaats                | Resultaten  |
| ---- | --------------------- | ----------- |
| 1991 | Lake Placid           | 18e Aerials |
| 1993 | Altenmarkt-Zauchensee | 8e Aerials  |
| 1995 | La Clusaz             | 8e Aerials  |
| 1997 | Nagano                | 20e Aerials |
| 1999 | Meiringen-Hasliberg   | Aerials     |
| 2001 | Whistler              | 6e Aerials  |
| 2005 | Kuusamo               | 14e Aerials |
| 2007 | Madonna di Campiglio  | Aerials     |
| 2009 | Inawashiro            | Aerials     |

### Wereldbeker
Eindklasseringen
| Seizoen   | Algemeen         | Aerials           |
| --------- | ---------------- | ----------------- |
| 1991/1992 | 59e 1,00 punten  | 21e 7,00 punten   |
| 1992/1993 | 24e 75,00 punten | 7e 452,00 punten  |
| 1993/1994 | 24e 70,00 punten | 7e 556,00 punten  |
| 1994/1995 | 27e 74,00 punten | 8e 592,00 punten  |
| 1995/1996 | 32e 65,00 punten | 13e 584,00 punten |
| 1996/1997 | 16e 86,00 punten | 5e 684,00 punten  |
| 1997/1998 | 4e 94,00 punten  | · 660,00 punten   |
| 1998/1999 | · 100,00 punten  | · 300,00 punten   |
| 1999/2000 | · 98,00 punten   | · 488,00 punten   |
| 2000/2001 | · 98,00 punten   | · 492,00 punten   |
| 2001/2002 | 6e 86,00 punten  | · 428,00 punten   |
| 2004/2005 | 15e 36,00 punten | 5e 437,00 punten  |
| 2005/2006 | 39e 20,00 punten | 12e 220,00 punten |
| 2006/2007 | · 79,00 punten   | · 475,00 punten   |
| 2007/2008 | · 71,00 punten   | · 642,00 punten   |
| 2008/2009 | 23e 30,00 punten | 9e 208,00 punten  |
| 2009/2010 | 64e 11,00 punten | 24e 65,00 punten  |

Wereldbekerzeges
| Datum             | Plaats                | Onderdeel |
| ----------------- | --------------------- | --------- |
| 31 januari 1998   | Breckenridge          | Aerials   |
| 1 maart 1998      | Châtel                | Aerials   |
| 7 maart 1998      | Meiringen-Hasliberg   | Aerials   |
| 10 januari 1999   | Steamboat             | Aerials   |
| 9 februari 1999   | Altenmarkt-Zauchensee | Aerials   |
| 11 september 1999 | Mount Buller          | Aerials   |
| 12 september 1999 | Mount Buller          | Aerials   |
| 9 januari 2000    | Deer Valley           | Aerials   |
| 26 februari 2000  | Piancavallo           | Aerials   |
| 12 augustus 2000  | Mount Buller          | Aerials   |
| 13 augustus 2000  | Mount Buller          | Aerials   |
| 27 januari 2001   | Sunday River          | Aerials   |
| 8 september 2001  | Mount Buller          | Aerials   |
| 12 januari 2002   | Mont Tremblant        | Aerials   |
| 3 maart 2006      | Davos                 | Aerials   |
| 7 januari 2007    | Mont Gabriel          | Aerials   |
| 11 januari 2007   | Deer Valley           | Aerials   |
| 25 februari 2007  | Apex                  | Aerials   |
| 21 december 2007  | Lianhua Mountain      | Aerials   |
| 22 december 2007  | Lianhua Mountain      | Aerials   |
| 19 januari 2008   | Lake Placid           | Aerials   |
| 10 februari 2008  | Cypress Mountain      | Aerials   |
| 17 februari 2008  | Inawashiro            | Aerials   |

### Europabeker
Eindklasseringen
| Seizoen   | Aerials          |
| --------- | ---------------- |
| 2008/2009 | 5e 116,00 punten |

Europabekerzeges
| Datum           | Plaats              | Onderdeel |
| --------------- | ------------------- | --------- |
| 11 januari 2009 | Meiringen-Hasliberg | Aerials   |

### Noord-Amerikabeker
Eindklasseringen
| Seizoen   | Aerials          |
| --------- | ---------------- |
| 2008/2009 | 19e 24,00 punten |
| 2009/2010 | 18e 29,00 punten |

Noord-Amerikabekerzeges
| Datum            | Plaats    | Onderdeel |
| ---------------- | --------- | --------- |
| 18 december 2004 | Park City | Aerials   |
| 17 februari 2007 | Snowbowl  | Aerials   |

## Onderscheidingen
1997 
- Australische sneeuwsport award

1998 
- Australische sneeuwsport award
- Freestyleskiër van het jaar

1999 
- Australische sneeuwsport atleet van het jaar
- Freestyleskiër van het jaar

2000 
- Australische sneeuwsport atleet van het jaar
- Freestyleskiër van het jaar
- Victoria's sportvrouw van het jaar

2001 
- Australische sneeuwsport award

2007 
- Australische sneeuwsport award

2008 
- Australische sneeuwsport atleet van het jaar
- Freestyleskiër van het jaar
- Victoria's vrouw van het jaar
- Victoria's sport instituut 'Spirit Award'